# Toon Michiels
Toon Michiels (Boxtel, 1950 – Den Dungen, 5 oktober 2015) was een Nederlands fotograaf en grafisch vormgever.

## Biografie
Michiels studeerde in 1972 af. Als eindverhandeling maakte hij een reportage over 'zeldzame mensen', waarbij hij onder meer foto's maakte van een bejaard koppel. Deze foto's werden aangekocht door het Rijksmuseum Amsterdam. In de jaren 70 werkte Michiels als grafisch vormgever in Amsterdam met onder meer Anthon Beeke. Buiten zijn werk als fotograaf en grafisch vormgever werkte Michiels ook als docent, onder meer aan de Kunstacademie van Breda.
In 2015 overleed Michiels op 65-jarige leeftijd.
- Gemeinsame Normdatei: 137908822
- International Standard Name Identifier: 0000 0000 5079 7346
- Library of Congress Control Number: nb2008000241
- Nederlandse Thesaurus van Auteursnamen: 068621930
- PIC: 289512
- RKD-Nederlands Instituut voor Kunstgeschiedenis: 55913
- Système universitaire de documentation: 229316271
- Union List of Artist Names: 500116769
- Virtual International Authority File: 96546854
- WorldCat: E39PBJvt4QpqWVhYFBHB7fPqQq